# Colom de Timor
El colom de Timor  (Turacoena modesta) és una espècie de colom que habita els boscos de l'illa de Timor i Wetar, a les illes Petites de la Sonda.